# Discalma araps
Discalma araps là một loài bướm đêm trong họ Geometridae.